# Tweekleurige bloemenkever
De tweekleurige bloemenkever  (Isomira murina) is een keversoort behorend tot de familie van de zwartlijven (Tenebrionidae). Hij komt voor in bosranden. Hij komt voor in Europa en Rusland.

## Kenmerken
De kevers zijn 5,5 tot 7,2 millimeter lang. Ze hebben een langwerpig, ovaal zwart lichaam. Hun kleuring is zeer variabel. De kop en pronotum zijn donkerbruin tot zwart, terwijl de dekschilden zwart of roodbruin zijn. De kop heeft een grovere punctie dan het pronotum. Antennes, monddelen en poten zijn lichtbruin.

## Voorkomen
De soort is wijdverbreid in Europa, maar afwezig in het noorden. In het oosten strekt hun voorkomen zich uit tot West-Siberië. Isomira murina komt voor in de laaglanden en op lage hoogten. De soort geeft de voorkeur aan open biotopen met struikvegetatie op droge en warme locaties. Ze worden vaak waargenomen op bloeiende struiken en schermbloemen.

## Levenswijze
Isomira murina heeft een ontwikkelingscyclus van twee jaar. De larven ontwikkelen zich in de grond en voeden zich met de wortels van grassen, kruidachtige planten en vaste planten. De kevers vliegen tussen mei en augustus. 